# Forever and Ever (album)
Albums de Demis Roussos
On the Greek Side of My Mind
(1971) My Only Fascination (en)
(1974)
Singles
1. My Reason
Sortie : 1972
2. Goodbye, My Love, Goodbye
Sortie : 1973
3. Forever and Ever
Sortie : 1973
4. Velvet Mornings
Sortie : 1973
5. My Friend the Wind
Sortie : 1973

Forever and Ever est le deuxième album studio du chanteur grec Demis Roussos, sorti en 1973 chez Philips Records.
L'album connaît un grand succès et s'est classé en tête des classements internationaux d'albums en Allemagne, en Norvège et aux Pays-Bas et en deuxième position en Autriche. Il a également obtenu un disque de certification dans plusieurs pays.

## Liste des titres
| Face A | Face A             | Face A                                      | Face A | Face A | Face A | Face A | Face A | Face A | Face A |
| No     | Titre              | Auteur                                      | Durée  |        |        |        |        |        |        |
| ------ | ------------------ | ------------------------------------------- | ------ | ------ | ------ | ------ | ------ | ------ | ------ |
| 1.     | Forever and Ever   | - Stélios Vlavianós - Alec R. Costandinos   | 3:42   |        |        |        |        |        |        |
| 2.     | My Friend the Wind | - Vlavianós - Costandinos                   | 3:55   |        |        |        |        |        |        |
| 3.     | My Reason          | - Vlavianós - Harris Chalkitis - Helen Bank | 4:03   |        |        |        |        |        |        |
| 4.     | Lay It Down        | - Jean-Jacques Cramier - Patrick Kent       | 3:45   |        |        |        |        |        |        |
| 5.     | Lovely Sunny Days  | - Catherine Desage - Francis Lai            | 4:03   |        |        |        |        |        |        |
| 19:28  |                    |                                             |        |        |        |        |        |        |        |

| Face B | Face B                    | Face B                                   | Face B | Face B | Face B | Face B | Face B | Face B | Face B |
| No     | Titre                     | Auteur                                   | Durée  |        |        |        |        |        |        |
| ------ | ------------------------- | ---------------------------------------- | ------ | ------ | ------ | ------ | ------ | ------ | ------ |
| 1.     | Lost in a Dream           | - Vlavianós - Chalkitis - Cameron Watson | 4:12   |        |        |        |        |        |        |
| 2.     | Velvet Mornings           | - Vlavianós - Costandinos                | 3:38   |        |        |        |        |        |        |
| 3.     | Rebecca                   | - Vlavianós - Chalkitis - Boris Bergman  | 3:45   |        |        |        |        |        |        |
| 4.     | When I Am a Kid           | - Vlavianós - Chalkitis - Bergman        | 3:17   |        |        |        |        |        |        |
| 5.     | Goodbye, My Love, Goodbye | - Mario Panas - Klaus Munro - Jack Lloyd | 3:56   |        |        |        |        |        |        |
| 18:48  |                           |                                          |        |        |        |        |        |        |        |

## Crédits
- Basse – Bernard Rosati
- Chœurs – attribués à « tous les amis » (« all friends »)
- Bouzouki – Orphe
- Batterie – Patrick Jean
- Ingénieur du son – Roger Roche
- Flûtes – Chris Hayward
- Guitare, guitare à douze cordes – Jean-Jacques Cramier
- Claviers, orgue – Stélios Vlavianós
- Guitare solo, guitare – A. Caracadas
- Photographie – Bernard Leloup
- Trombone – Alex Perdigon, Georges Conti

## Classements et certifications
| Classement (1973–1979)               | Meilleure position |
| ------------------------------------ | ------------------ |
| Allemagne de l'Ouest (Media Control) | 1                  |
| Australie (Kent Music Report)        | 11                 |
| Autriche (Ö3 Austria Top 40)         | 2                  |
| Norvège (VG-lista)                   | 1                  |
| Pays-Bas (Mega Album Top 100)        | 1                  |
| Royaume-Uni (UK Albums Chart)        | 2                  |

| Classement (2015) | Meilleure position |
| ----------------- | ------------------ |
| France (SNEP)     | 105                |

| Classement (1973)                    | Position |
| ------------------------------------ | -------- |
| Allemagne de l'Ouest (Media Control) | 38       |
| Pays-Bas (Album Top 100)             | 1        |

| Classement (1974)                    | Position |
| ------------------------------------ | -------- |
| Allemagne de l'Ouest (Media Control) | 22       |

| Classement (1975)             | Position |
| ----------------------------- | -------- |
| Royaume-Uni (UK Albums Chart) | 3        |

### Certifications et ventes
| Pays                                                                                                   | Certification | Ventes certifiées |
| --- | ------------- | ----------------- |
| Australie                                                                                              | —             | 150 000           |
| Belgique                                                                                               | —             | 100 000           |
| Espagne (PME) cassette                                                                                 | Or            | 50 000^           |
| Espagne (PME) 33 tours                                                                                 | Or            | 50 000^           |
| Finlande (IFPI)                                                                                        | Or            | 15 000            |
| France (SNEP)                                                                                          | Or            | 100 000*          |
| Grèce                                                                                                  | —             | 100 000           |
| Pays-Bas (NVPI)                                                                                        | Platine       | 100 000           |
| Royaume-Uni (BPI)                                                                                      | Platine       | 300 000^          |
| Suède (GLF)                                                                                            | Diamant       | 120 000           |
| *Ventes selon la certification ^Mise en rayon selon la certification xNon précisé par la certification |               |                   |